# Gábor Király
Gábor Ferenc Király (gaːbor kir̪aːj) , född 1 april 1976 i Szombathely i Ungern, är en ungersk före detta fotbollsmålvakt som senast spelade för ungerska Szombathelyi Haladás. Han utsågs till Ungerns bäste spelare fyra år i rad, 1998–2001, samt återigen år 2015.

## Klubbkarriär
Király påbörjade sin proffskarriär i hemstadsklubben Szombathelyi Haladás 1993 innan han flyttade till tyska Bundesliga-klubben Hertha Berlin fyra år senare. I Berlin var han från början andremålvakt, men efter sju raka matcher utan vinst byttes han in mot Christian Fiedler till Herthas hemmamatch 28 september 1997 mot Köln. Matchen blev Herthas första seger för säsongen och Fiedler fick inte spela en enda Bundesliga-match på två år efter det. I februari 2000, då Király skadades och missade sju ligamatcher togs dock Fiedler in mellan stolparna igen. Király spelade dock tio Champions League-matcher för klubben under säsongen 1999/2000.
När Hans Meyer tog över tränarjobbet för Hertha Berlin i vinterpausen av säsongen 2003/2004 förlorade Király sin plats i startelvan och Fiedler blev återigen förstemålvakt efter runt sex år på avbytarbänken. Király fick förklarat för sig att han bara skulle få förlängt kontrakt med klubben om han fick mindre lön. Under våren 2004 spelade han bara de sista 14 minuterna av Herthas sista Bundesliga-match för säsongen, återigen mot Köln.

### Crystal Palace
Crystal Palace FC gjorde Király till sin första nyvärvning för säsongen 2004/2005, men skrev även kontrakt med argentinska målvakten Julián Speroni senare under försäsongen, som senare fick platsen i startelvan. Király gjorde sin debut för Crystal Palace i Carling Cup-hemmamatchen mot Hartlepool vilket tack vare hans goda form, kombinerat med Speronis mindre bra form, gjorde att han därefter blev klubbens förstemålvakt.
Under säsongen 2004/2005 ryktades det om övergångar från Crystal Palace till Arsenal och Newcastle. 18 maj 2006 begärde han en flytt i och med att Scott Flinders skrev på för klubben. Királys chanser att få spela i Premier League igen ökade i och med hans imponerande insatser för Ungerns landslag i deras 1–3-förlust mot England, då han räddade en straffspark av Frank Lampard. Bob Dowie meddelade dock att klubben inte har fått några bud på Király och han fick spela ännu en säsong för Crystal Palace.

### Utlånad
Den nye tränaren Peter Taylor valde ut Király som sin förstemålvakt i laget med Flinders som andremålvakt, men senare under säsongen, när Flinders återvände från en utlåning, tog han över platsen i startelvan. Flinders spelade dock bara två matcher och släppte in sju mål vilket ledde till att ungraren återigen fick chansen som förstemålvakt, förutom de två veckor han spelade på lån hos West Ham i slutet av 2006, där han satt på avbytarbänken i tre matcher. Efter lånet hos West Ham gick han snart på ännu ett lån, den här gången till Aston Villa i en månad, efter skador på Aston Villas ordinarie målvakter Thomas Sørensen och Stuart Taylor.
Király återvände till Premier League efter 18 månaders frånvaro efter att Crystal Palace flyttades ner till The Championship då han gjorde debut för Aston Villa 16 december 2006 då de besegrades med 0–1 mot Bolton Wanderers på hemmaplan. Lånets sista match var FA-cupens tredje runda mot Manchester United på bortaplan 7 januari 2007. Han gjorde en målvaktstavla i 91:a minuten av matchen gjorde att Ole Gunnar Solskjær kunde skjuta bollen under honom vilket gav hemmalaget vinsten med 2–1.
När Sørensen och Taylor återvände från skadorna fick han återvända till Crystal Palace 12 januari 2007. 30 januari stod han återigen mellan Crystal Palaces målstolpar och spelade den första ligamatchen i en 0–0-match mot Sunderland på bortaplan. Han fortsatte spela för laget mot slutet av säsongen då Speroni tog över målvaktspositionen i de tre sista matcherna. Efter den sista matchen meddelade efter den sista matchen att Király hade lämnat klubben en vecka tidigare.
Király gick till Burnley 30 maj 2007 som klubbens första värvning under transfersäsongen.

## Landslaget
Király har spelat 103 landskamper för Ungern sedan han gjorde landslagsdebut 1998. Under kvalet till VM 2006 var han den ende spelaren i truppen som spelade alla tio kvalmatcher.
Under fotbolls-EM 2016 i Ungerns match mot Österrike den 14 juni 2016 blev Király med 40 år och 75 dagar den äldste spelaren genom tiderna att spela i ett europeiskt fotbollsmästerskap.

## Utstyrsel
Király är förutom målvaktsinsatserna känd för att ha på sig träningsbyxor istället för kortbyxor i nästan varenda match han spelar. Under hans tid i England har han bara spelat i kortbyxor en enda gång, när Crystal Palace förlorade med 1–4 mot Chelsea på bortaplan och han släppte igenom ett skott från Mateja Kežman som gick mellan benen på Király.
Under tiden hos Herta Berlin bar han i ett par matcher kortbyxor gjorda i samma material som träningsbyxorna, bl.a. en i en match i Uefacupen på hemmaplan mot polska Dyskobolia 2003, där domaren innan matchen ska ha sagt åt honom att han inte fick lov att spela i träningsbyxorna.
Király brukar innan avspark springa till mållinjen, vidröra ribban och stå stilla på mållinjen med armarna bakom ryggen tills matchen börjar.

## Meriter
- Ungerns bästa fotbollsspelare: 1998–2001, 2015